# 善人サム
『善人サム』（ぜんにんサム、原題：Good Sam）は1948年のアメリカ合衆国の映画。監督はレオ・マッケリーで、主演はゲイリー・クーパー。

## キャスト
※括弧内は日本語吹替（放送日1967年6月22日『サントリー名画劇場』他）
- サム・クレイトン：ゲイリー・クーパー（北沢彪）
- ルシール・クレイトン：アン・シェリダン（桜井良子）
- ダニエルズ牧師：レイ・コリンズ（勝田久）
- H・C・ボーデン：エドマンド・ロウ
- シャーリー・メイ：ジョーン・ロリング

## スタッフ
- 監督・製作：レオ・マッケリー
- 原作：レオ・マッケリー、ジョン・クローラー
- 脚本：ケン・イングランド
- 撮影：ジョージ・バーンズ
- 音楽：ロバート・エメット・ドーラン